# Ibn Zaydan
Abu-Zayd Abd-ar-Rahman ibn Muhàmmad ibn Abd-ar-Rahman ibn Alí ibn Abd-al-Màlik ibn Zaydan ibn Ismaïl, conegut com a Ibn Zaydan (Meknès, 1878 - 1946), fou un historiador i escriptor marroquí descendent del sultà alauita Ismaïl (mort en 1727). Va néixer a Meknes el 1873. És conegut com un dels millors historiadors sobre Meknès, la seva ciutat natal.
Va escriure diverses obres sobre la seva ciutat natal i sobre la dinastia alauita. Ithaf és la seva obra principal: està editada en 8 volums que inclouen centenars de biografies, entre les quals destaquen els sultans Abd al-Rahman ben Hixam i el Mulay Hasan. Va morir el 16 de novembre de 1946.